# Otuho
Cet article concerne la langue otuho. Pour le peuple otuho, voir Lotuko (peuple).
L’otuho (ou lotuho, lotuxo, lotuko) est une langue nilo-saharienne de la branche des langues nilotiques parlée dans la région de Torit, située dans l'État d'Équatoria-Occidental, au Soudan du Sud.

## Classification
L'otuho est une langue nilo-saharienne classée dans le sous-groupe oriental des langues nilotiques. Il est proche du turkana et du karimojong.

## Phonologie
Les tableaux présentent les voyelles et les consonnes du dialecte central de l'otuho.

### Voyelles
|         | Antérieure  | Centrale    | Postérieure |
| ------- | ----------- | ----------- | ----------- |
| Fermée  | i [i] ɪ [ɪ] |             | u [u] ʊ [ʊ] |
| Moyenne | e [e] ɛ [ɛ] |             | o [o] ɔ [ɔ] |
| Ouverte |             | a [a] ʌ [ʌ] |             |

### Deux types de voyelles
L'otuho, comme de nombreuses langues nilo-sahariennes, différencie les voyelles selon leur lieu d'articulation. Elles sont soit prononcées avec l'avancement de la racine de la langue, soit avec la rétraction de la racine de la langue.

Les voyelles avec avancement de la racine de la langue sont [i], [e], [o], [ʌ], [u].
Les voyelles avec rétraction de la racine de la langue sont [ɪ], [ɛ], [ɔ], [a], [ʊ].

### Une langue tonale
L'otuho est une langue tonale.

## Sources
- (en) Coates, Heather, Otuho Phonology and orthography, in Occasional Papers in the Study of Sudanese Languages n° 4, pp. 86-118, Juba, Summer Institute of Linguistics, Institute of Regional Languages, College of Education University of Juba, 1985.
- (en) Voßen, Rainer, The Eastern Nilotes. Linguistics and Historical Reconstructions, Kölner Beiträge zur Afrikanistik n° 9, Berlin, Dietrich Reimer Verlag, 1982,  (ISBN 3-496-00698-6)